# Elizabeth Cook
Elizabeth Cook (Wildwood, 18 luglio 1972) è una cantante statunitense.

## Biografia
La più giovane di 11 figli, Cook è nata a Wildwood, in Florida. Sua madre Joyce suonava il mandolino e la chitarra e si esibiva alla radio e alla televisione locale nei suoi anni da ragazza, mentre suo padre Thomas suonava gli strumenti a corda. Ha affinato le sue abilità suonando il contrabbasso in una band carceraria mentre scontava la pena per distillazione clandestina. Più tardi, mentre scontava una pena per crimine in un penitenziario federale di Atlanta, ha appreso il mestiere di saldatura a cui poi ha reso omaggio nel titolo del suo album nel 2010. Dopo che suo padre è stato rilasciato, lui e Joyce hanno iniziato a suonare insieme in gruppi country locali. All'età di quattro anni, Elizabeth cantava già canzoni, seppur inappropriate per i bambini, come "I'm Having Daydreams About Night Things". All'età di nove anni cantava in una band. Cook si è laureata alla Georgia Southern University nel 1996 con una doppia laurea in Accounting e Computer Information Systems.

## Carriera
Cook si trasferì a Nashville per lavorare con la PricewaterhouseCoopers. Dopo essere stata informata da un amico di una casa editrice che cercavano una cantante country tradizionale per coprire il materiale del loro vecchio catalogo, Cook ha partecipato ad un'intervista durante la pausa pranzo e gli è stato offerto un contratto di pubblicazione sul posto. Cook lasciò il lavoro e finì per trasferirsi nella casa editrice, portando all'uscita indipendente di The Blue Album nel 2000, usando le registrazioni demo. Ha fatto il suo debutto con la sua etichetta principale Atlantic Records. Durante questo periodo, Cook divenne un ospite abituale del programma radiofonico Grand Ole Opry a causa dell'insistenza dell'etichetta che lei producesse un singolo di successo prima che potesse iniziare il tour, il che significa che aveva molto tempo libero a disposizione a Nashville. Il suo unico album per Atlantic Hey Y'All, è stato pubblicato nel 2002 ma, in seguito ad una ristrutturazione aziendale, l'album è stato praticamente abbandonato, fermando le vendite. Successivamente l'etichetta attese che Cook iniziasse a scrivere e ad esibirsi con materiale pop country. Cook ha partecipato a numerosi appuntamenti di co-sceneggiatura stabiliti dall'etichetta, ma ha concluso che non poteva cantare nel modo in cui loro desideravano e ha chiesto di essere rilasciata dal suo contratto in base al presupposto che avesse già un accordo con la Sony Records che successivamente è fallita.
Più tardi ha trovato un lavoro come cameriera e ha usato il suo stipendio e il denaro rimanente del suo budget per pubblicare This Side Of The Moon nel 2004, che ha ricevuto recensioni positive dal New York Times e No Depression. Il suo album Balls è stato rilasciato nel maggio 2007. È stato il suo album di maggior successo fino ad oggi, grazie a brillanti recensioni stampa e al video della canzone Sometimes It Takes Balls To Be A Woman. Nel 2010 pubblica Welder, album che vede i featuring di Dwight Yoakam, Crowell e Buddy Miller.
Nonostante tutto, Elizabeth ha mantenuto un programma di tournée completo, girando dall'America fino ad arrivare in Corea del Sud, Giappone, Norvegia, Svezia, Polonia, Francia e Regno Unito. È apparsa oltre 400 volte in Grand Ole Opry.

## Discografia
- 2000 - The Blue Album
- 2002 - Hey, Y'all
- 2005 - This Side of the Moon
- 2007 - Balls
- 2010 - Welder
- 2016 - Exodus of Venus

## Filmografia
- Squidbillies - serie animata, 24 episodi (2011-2021)